# Le Retour de Kriminal
Série
Kriminal
(1966)
Pour plus de détails, voir Fiche technique et Distribution.
Le Retour de Kriminal (titre original : Il marchio di Kriminal) est un film d'aventure italien réalisé par Fernando Cerchio, sorti en 1967
Le film est inspiré de la bande dessinée, ou fumetti en italien, Kriminal de Max Bunker. Le film est une suite de Kriminal sorti en 1966.

## Synopsis
Le criminel et cambrioleur Kriminal, toujours muni de son masque et de sa combinaison de squelette, s'est encore échappé de prison. De retour à Londres, après avoir été incarcéré à Istanbul, il décide de diriger, sous une fausse identité, une maison de repos pour personnes âgées qu'ils tuent afin de s'emparer de leurs primes d'assurances-vies. Mais c'est beaucoup trop facile pour Kriminal qui, en manque d'adrénaline, s'ennuie profondément. Par mégarde, la complice de Kriminal brise une statuette exotique à l'effigie d'un bouddha. Ils y découvrent à l'intérieur une partie d'un plan accompagné d'un message crypté. Incomplet, il permet de récupérer deux toiles de maître d'une valeur inestimable cachés dans un lieu secret.
Afin de les trouver, Kriminal va devoir s'emparer des trois parties manquantes du parchemin, chacune dissimulée dans une autre statuette de bouddha issue de la même collection. Mais sa mission est plus compliquée que prévu : en plus de trouver l'identité des propriétaires des trois autres pièces, il découvre que l'une des détentrices n'est d'autre que la nouvelle épouse de l'inspecteur Milton, son ennemi juré qui le traque depuis quelques années...

## Fiche technique
- Titre original : Il marchio di Kriminal
- Titre français : Le Retour de Kriminal
- Réalisation : Fernando Cerchio ( Nando Cicero non crédité)
- Scénario : Eduardo Manzanos Brochero
- Montage : Gianmaria Messeri
- Musique : Manuel Parada
- Photographie : Emilio Foriscott et Angelo Lotti
- Production :	Gianmaria Messeri
- Sociétés de production et distribution : Filmes Cinematografica et Copercines
- Format : couleurs
- Genre : Aventure
- Durée : 88 minutes
- Dates de sortie :
  -  Italie : 1967

## Distribution
- Glenn Saxson (VF : Vincent Davy) : Kriminal
- Helga Liné (VF : Joëlle Janin) : Mara Gitan
- Andrea Bosic (VF : Michel Gudin) : inspecteur Milton
- Armando Francioli (VF : Jacques Deschamps) : Robson
- Tomás Picó (VF : Michel Paulin) : Thomas Patterson
- Evi Rigano (VF : Jeanine Freson) : Janet
- Anna Zinnemann : Gloria
- Franca Dominici : Ethel Smith
- Hugo Arden (VF : René Bériard) : Von Beck
- Maria Francee (VF : Régine Blaess) : Bertha
- Gino Marturano (VF : Georges Atlas) : le capitaine du bateau
- Mirella Pamphili (VF : Lily Baron) : la secrétaire de Von Beck
- Agustin Bescos (VF : Jean Violette) : le commissaire-priseur
- Alfonso Rojas (VF : Henry Djanik) : Dickson